# Nicola Maria Nicolai
Nicola Maria Nicolai (Roma, 14 de setembre de 1756 – 1833) fou un escriptor, arqueòleg i economista italià.

## Biografia

Ragioni di restituire le acque veline al canale Paolino (1783)

Nicolau fou un erudit prelat amb molts càrrecs. Va ser comissari general de la Cambra Apostòlica durant mig segle.
Com economista, va estudiar una reforma tributària dels Estats Pontificis. Entre les seves obres més importants es troba la reestructuració del port de Civitavecchia, i la introducció d'eucaliptus a la recuperació botànica dels aiguamolls.
Va ser president de la Pontifícia acadèmia romana d'arqueologia des de 1817 fins a la seva mort. Va projectar una Storia de' luoghi una volta abitati nell'Agro Romano, amb la qual va trucar per a la seva col·laboració a Antonio Coppi per la recerca de memòries i documents necessaris per elaborar-la; el treball no es va arribar a completar i la major part del material es va dispersar.
També va ser president de l'Accademia Nazionale dei Lincei.

## Obras
- De' bonificamenti delle Terre Pontine libri 4. Opera storica, critica, legale, economica, idrostatica: compilata da Nicola Maria Nicolaj. Roma : nella stamperia Pagliarini, 1800
- Memorie, leggi e osservazioni sulle campagne e sull'annona di Roma, opera di Nicola Maria Nicolaj. (Parte I: Del catasto annonario, delle tenute della campagna romana sotto Pio VI con note storico-antiquarie (on-line); Parte II: Del catasto daziale sotto Pio VII, e delle leggi annonarie; Parte III: Osservazioni storiche economiche dai primi tempi fino al presente con appendice delle operazioni agrarie e biblioteca Georgica). Roma : nella stamperia Pagliarini, 1803
- Sulla presidenza delle strade ed acque e sua giurisdizione economica opera di Niccola Maria Nicolai divisa in due tomi contenente il testo delle relative leggi, regolamenti, istruzioni, e dettagli di esecuzione ec. Con indice de' capitoli, e delle materie. 2 voll. Roma : nella Stamperia della Rev. Camera Apostolica, 1829
- Per l'apertura della Pontificia accademia romana di archeologia nell'Archiginnasio della Sapienza discorso sulla utilità delli studii archeologici per le scienze sagre e profane detto da sua eccellenza reverendissima monsignor Nicola Maria Nicolai presidente nell'adunanza de' 12 gennaio 1832. Roma : 1832
- "Storia della Basilica di san Paolo, di Mons. Nicola Maria Nicolai". In: Opuscoli di Gio. Battista Vermiglioli: ora insieme raccolti con quattro decadi di lettere inedite di alcuni celebri letterati Italiani, defonti nel secolo XIX, Volume 1 di Opuscoli di Gio. Battista Vermiglioli: ora insieme raccolti con quattro decadi di lettere inedite di alcuni celebri letterati Italiani, defonti nel secolo XIX, Giovanni Battista Vermiglioli. Roma: Bartelli e Costantini, 1825, pp. 145-162 (on-line)